# 蕭祗
蕭 祗（しょう し、生没年不詳）は、南朝梁の皇族。字は敬式、または敬謨。

## 経歴
梁の南平元襄王蕭偉の子として生まれた。行儀作法が美しく、幼くして良い評判があった。天監年間、定襄県侯に封じられた。東揚州刺史に任じられ、後に北兗州刺史に転じた。太清3年（549年）、侯景が建康を陥落させると、蕭祗は東魏に亡命した。鄴に到着すると、高澄は魏収と邢卲に命じて応接させた。蕭祗は太子少傅となり、平陽王の師を兼ね、清河郡公に封じられた。北斉の天保初年、右光禄大夫の位を受け、国子祭酒となった。梁の元帝が北斉との通好を求めたため、北斉の文宣帝は蕭祗らを南に帰そうとした。しかし西魏が江陵を陥落させたため、蕭祗らはそのまま鄴都にとどめられて、死去した。中書監・車騎大将軍・揚州刺史の位を追贈された。
子に蕭放があった。

## 伝記資料
- 『北斉書』巻33 列伝第25
- 『北史』巻29 列伝第17
- 『南史』巻52 列伝第42